# غيم بوي كاميرا
غيم بوي كاميرا (بالإنجليزية: Game Boy Camera)‏ هو أحد ملحقات (إكسسوارات) نينتندو لنظام غيم بوي المحمولة. صدر في 21 فبراير 1998 في اليابان، وتوقف التصنيع في أواخر عام 2002. كلعبة للمحتوى الذي ينشئه المستخدم، يمكن استخدامه لالتقاط صور فوتوغرافية بتدرج الرمادي، وتحريرها أو إنشاء رسومات أصلية، ونقل الصور بين وحدات غيم بوي كاميرا أو إلى مجموعة الألعاب الفنية ماريو أرتيست التي صدرت على 64 دي دي. يتميز الملحق بكاميرا أمامية دوارة 180 درجة تسمح للمستخدمين بالتقاط صور سيلفي. يمكن طباعة صورها على ورق حراري باستخدام غيم بوي برينتر. تحتوي غيم بوي كاميرا على ألعاب مصغرة تستند إلى ألعاب نينتندو المبكرة مثل لعبة الآركيد سبيس فيفر ولعبة غيم أند واتش المحمولة باليد: بول، ومنظم تسلسل موسيقى تشيبتون. اعترفت موسوعة جينيس بأنها أصغر كاميرا رقمية في العالم في عام 1999، واعتنق المصورون قيودها التكنولوجية باعتبارها تحديات فنية.

## نظرة عامة

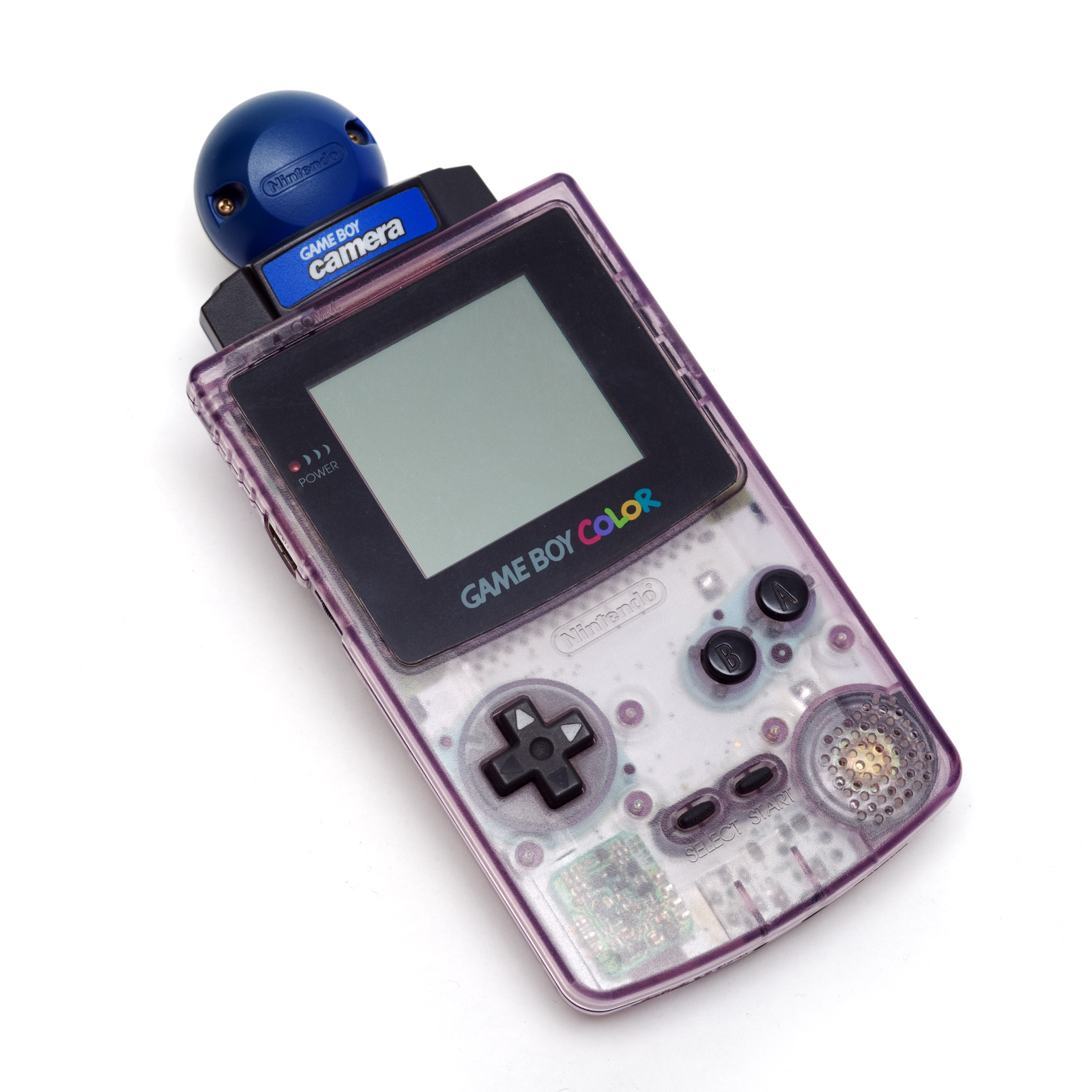
غيم بوي كاميرا مثبتة داخل غيم بوي كولر.

تتفاعل غيم بوي كاميرا مع غيم بوي برينتر، والتي تستخدم الورق الحراري لطباعة الصور المحفوظة. سُّوِقَ كل منهما بواسطة نينتندو كأجهزة ترفيهية خفيفة الوزن تستهدف بشكل أساسي الأطفال في جميع مناطق ألعاب الفيديو الرئيسية الثلاثة في العالم: اليابان وأمريكا الشمالية وأوروبا. مجلة إن 64 (التي حلت محلها إن غيمر منذ ذلك الحين) خصصت قسما شهريا للجهاز.
يتوافق غيم بوي كاميرا مع جميع عائلة غيم بوي باستثناء غيم بوي مايكرو. يمكن إخراج الفيديو عبر سوبر غيم بوي لسوبر نينتندو وغيم بوي بلاير لغيم كيوب. تحتوي الكاميرا على مستشعر CMOS بدقة 128 × 128 بكسل، ويمكنها تخزين صور رقمية بتدرج الرمادي 128 × 112 باستخدام لوحة الألوان الأربعة لنظام غيم بوي.
يحتوي عائلة غيم بوي كاميرا على خمسة ألوان قياسية مختلفة للنماذج: الأزرق والأخضر والأحمر والأصفر والأرجواني الشفاف (اليابان فقط). هناك إصدار محدود من الذهب تحت عنوان ذا ليجند أوف زيلدا: أوكرينا أوف تايم، والذي يحتوي على طوابع فريدة، وكان متاحًا فقط في الولايات المتحدة من خلال عرض طلب بالبريد من نينتندو باور.
في سبتمبر 2020، سُرِّبَت معلومات عن نسخة لم تطرح من الكاميرا من هيلو كيتي.

### الوظائف

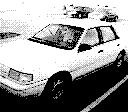
صورة لسيارة فورد تيمبو التُقِطَت بواسطة غيم بوي كاميرا.

يُتَحَكَّم في الكاميرا، ويٌتَلَاعَب بالصور، وتُشَغَّل الألعاب المصغرة بواسطة برنامج غيم بوي الذي يعمل من الخرطوشة المرفقة بالكاميرا. يمكن التقاط الصور الفردية وتحريرها بميزات تشمل مؤقت التأخير والفاصل الزمني والعدسات الخادعة مثل الانعكاس والقياس والمونتاج والبانوراما لدمج الصور المكونة معًا في صورة واحدة كبيرة. يمكن للمستخدم تعديل الصور بشكل أكبر عن طريق وضع طوابع نينتندو أو رسومات الشعار المبتكرة اليدوية. يمكن دمج الصور كإطارات للرسوم المتحركة. يمكن ربط الصور مع الارتباطات التشعبية القابلة للنقر في وضع «النقاط الفعالة».
يمكن نقل الصور عبر الكابل، لِتُطبَع على غيم بوي برينتر، أو نسخها بين وحدات غيم بوي كاميرا، أو نسخها عبر ترانسفير باك الخاص بوحدة تحكم نينتندو 64 إلى قرص مرن 64 دي دي. دُمِجَ غيم بوي كاميرا الياباني اختياريًا في مجموعة ألعاب الوسائط المتعددة ماريو أرتيست لطرفية 64 دي دي. هناك، يمكن للمستخدمين إنشاء صور رمزية متحركة وثلاثية الأبعاد لأنفسهم بناءً على الصور الملتقطة بالكاميرا، ودمج هذه الصور الرمزية الشخصية في ألعاب 64 دي دي مختلفة بما في ذلك ماريو أرتيست وسيم سيتي 64، أو نشر الفن على الإنترنت من خلال راندنت. قام بعض البائعون بإجراء هندسة عكسية لغيم بوي كاميرا لإنشاء طرق نقل حديثة مثل بطاقات إس دي وواي-فاي.
يحتوي برنامج خرطوشة غيم بوي طاميرا على العديد من المراجع لمنتجات نينتندو الأخرى. هناك بعض الاختلافات بين نسختين أمريكا الشمالية واليابانية، بما في ذلك صور الألبوم B غير القابلة للفتح والطوابع التي يمكن وضعها على الصور. يحتوي البرنامج على عدد قليل من إيستر إيغ، والتي من الأفضل وصف بعضها بأنها «مخيفة».
يقال إن نينتندو كان لديها خطط لإصدار خليفة لغيم بوي كاميرا لغيم بوي أدفانس تسمى غيم آي (بالإنجليزية: GameEye)‏ والتي ستلتقط صورًا ملونة وتتميز بالاتصال مع غيم كيوب من خلال لعبة بعنوان ستايج ديبوت (بالإنجليزية: Stage Debut)‏، ولم يصدرا (غيم آي وستايج ديبوت) لأول مرة.

### الألعاب المصغرة
- سبيس فيفر II (بالإنجليزية: Space Fever II)‏ هي تكملة للعبة سبيس فيفر المطورة من نينتندو. في هذه اللعبة المصغرة، يتحكم اللاعب في مركبة فضائية تطلق صواريخ على سفن أخرى عبر ثلاثة مستويات فريدة، يتبعها رئيس في نهاية كل مستوى. الرئيس الأول هو وجه عملاق لرجل بقرون، والرئيس الثاني هو وجه عملاق لرجل ذو شارب، والرئيس الثالث هو غيم فيس. بمجرد هزيمة الرؤساء الثلاثة، ستبدأ الدورة مجددًا بصعوبة متزايدة.[16] في بداية اللعبة، تظهر سفينتا فضاء؛ إن أُطلِقَ النار على السفينة "B" سيدخل لعبة بول المصغرة، وإن أُطلِقَ النار على السفينة "D" سيدخل دي جيه. من خلال تجنب كلتا السفينتين، سيبدأ اللاعب في لعب سبيس فيفر II. بعد تسجيل 2000 نقطة هناك، ستفتح قفل لعبة مصغرة جديدة تسمى رن! رن! رن!، حيث توضع علامة "؟" على السفينة الجديدة التي تظهر في البداية.
- بول (بالإنجليزية: Ball)‏ هي لعبة خفة، حيث يحرك اللاعب يده لالتقاط الكرات ورميها. إنها تشبه إلى حد كبير لعبة غيم أند واتش المسماة بول، فقط مع استبدال رأس مستر غيم أند واتش بغيم فيس.
- دي جيه (بالإنجليزية: DJ)‏ هي لعبة فيديو إيقاعية متعددة  النهايات مع منظم موسيقى معروف باسم تريبي-إتش حيث يمكن للاعبين مزج وإنشاء نغمات رنين بسيطة. غيم فيس هو دي جيه.
- رن! رن! رن! (بالإنجليزية: !Run! Run! Run)‏ هي اللعبة المصغرة الإضافية. يُرفَق «غيم فيس» بجسم كرتوني، ويتسابق اللاعب ضد شامة وطائر للوصول إلى خط النهاية. بمسح هذه اللعبة المصغرة في أقل من 22 ثانية، تفتح شاشة النهاية.

## التطوير

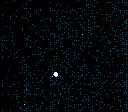
التُقِطَت صورة لكوكب المشتري وأقماره بواسطة غيم بوي كاميرا من خلال تلسكوب 10 بوصات.

في البداية، لم تُستَقبَل غيم بوي كاميرا بشكل جيد داخل نينتندو. ومع ذلك، اقترب كواهارا من رئيس كرايتشرز هيروكازو تاناكا فيما يتعلق بتطوير البرنامج للجهاز، والذي عزز المشروع. طُوِرَ البرنامج المدمج في الكاميرا بالاشتراك مع نينتندو للبحث والتطوير 1 وجوبيتر، مع تاناكا الذي يدير المشروع.

## الميراث

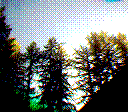
صورة للأشجار والسماء تم التقاطها بكاميرا غيم بوي

باعتبارها واحدة من أوائل الكاميرات الرقمية الاستهلاكية، فقد شرع على غيم بوي كاميرا للمحتوى الذي ينشئه المستخدم، وخاصة التصوير الفوتوغرافي. تستخدم حدوده التكنولوجية الشديدة للتحدي الفني أو القيمة الحنينية، وقد ارتجل بطرق اتصال الكمبيوتر الشخصي الحديثة أو أُنتِجَت تجاريًا بكميات كبيرة لاستعادة الصور.
ظهرت غيم بوي كاميرا في نسخة 1999 من موسوعة غينيس للأرقام القياسية لكونها أصغر كاميرا رقمية في العالم، على الرغم من أن هذا الرقم القياسي قد كُسِرَ منذ ذلك الحين. في عام 2000، ابتكر مصور محترف سير عمل ملون مشابهًا لأقدم التصوير الفوتوغرافي الملون في العالم، معالجة صور غيم بوي كاميرا ذات التدرج الرمادي من خلال مرشحات حمراء وخضراء وزرقاء لإنتاج صورة فوتوغرافية ملونة. قام فنان باستخدام غيم بوي كاميرا وثلاثة ألوان بتطوير سلسلة من الأعمال منذ عام 2012، مع التركيز على كيفية التفاعل بين ما جُرِّدَ تكشف الصور وتخفي عن البيئة المصوّرة. بالإضافة إلى استخدام غيم بوي برينتر في عيادته. أجرى طالب دكتوراه تصويرًا فلكيًا لمشاهد من بينها كوكب المشتري، من خلال تلسكوبات أكاديمية باستخدام غيم بوي كاميرا. في عام 2017، طور مهندس باحث تطبيق شبكة عصبية لتحويل صور غيم بوي كاميرا أحادية اللون تلقائيًا إلى صور ملونة. تحتوي العديد من تطبيقات الهواتف الذكية الحديثة على أوضاع لمحاكاة جودة صورة غيم بوي كاميرا. في عام 2016 ، قام فنان في إنستغرام بتضمين أجهزة غيم بوي كاميرا القديمة في مجموعته من المرشحات ذات التقنية العالية، مما أدى إلى إنشاء معرض جديد مخصص فقط لتصوير غيم بوي كاميرا، لأن كاميرته البدائية «تجبرك على إيجاد طريقة لالتقاط صور جميلة».

## الملاحظات
1. ↑  صدرت في اليابان بإسم: بوكيت كاميرا (بالإنجليزية:  Pocket Camera‎؛ باليابانية: ポケットカメラ؟)